# Neuses am Sand
Neuses am Sand (amtlich Neuses a.Sand, bis 1860 nur Neuses) ist ein Stadtteil von Prichsenstadt im unterfränkischen Landkreis Kitzingen.

## Geografische Lage
Das Kirchdorf Neuses liegt im Norden des Prichsenstadter Gemeindegebietes. Weiter nördlich befindet sich Brünnau. Im Nordosten liegt Bimbach, im Westen Neudorf, im Südosten beginnt der Landkreis Schweinfurt. Südlich befindet sich die Stadt Prichsenstadt, im Westen Stadelschwarzach. Im Norden schließt sich unmittelbar an das Dorf die Stolzenmühle an, die allerdings zu Brünnau gehört.
Nächstgelegene größere Städte sind Volkach mit einer Entfernung von etwa 8,5 Kilometern und Gerolzhofen, welches 6 Kilometer entfernt ist.
Naturräumlich ist Neuses und seine Gemarkung Teil des sogenannten Steigerwaldvorlandes von Neuses, dem der Ort auch den Namen gab. Charakteristisch für diesen Teil des Iphofen-Gerolzhofener Steigerwaldvorlandes ist das hügelige Erscheinungsbild mit den schmalen Flusstälern kleiner Bäche.

## Geschichte

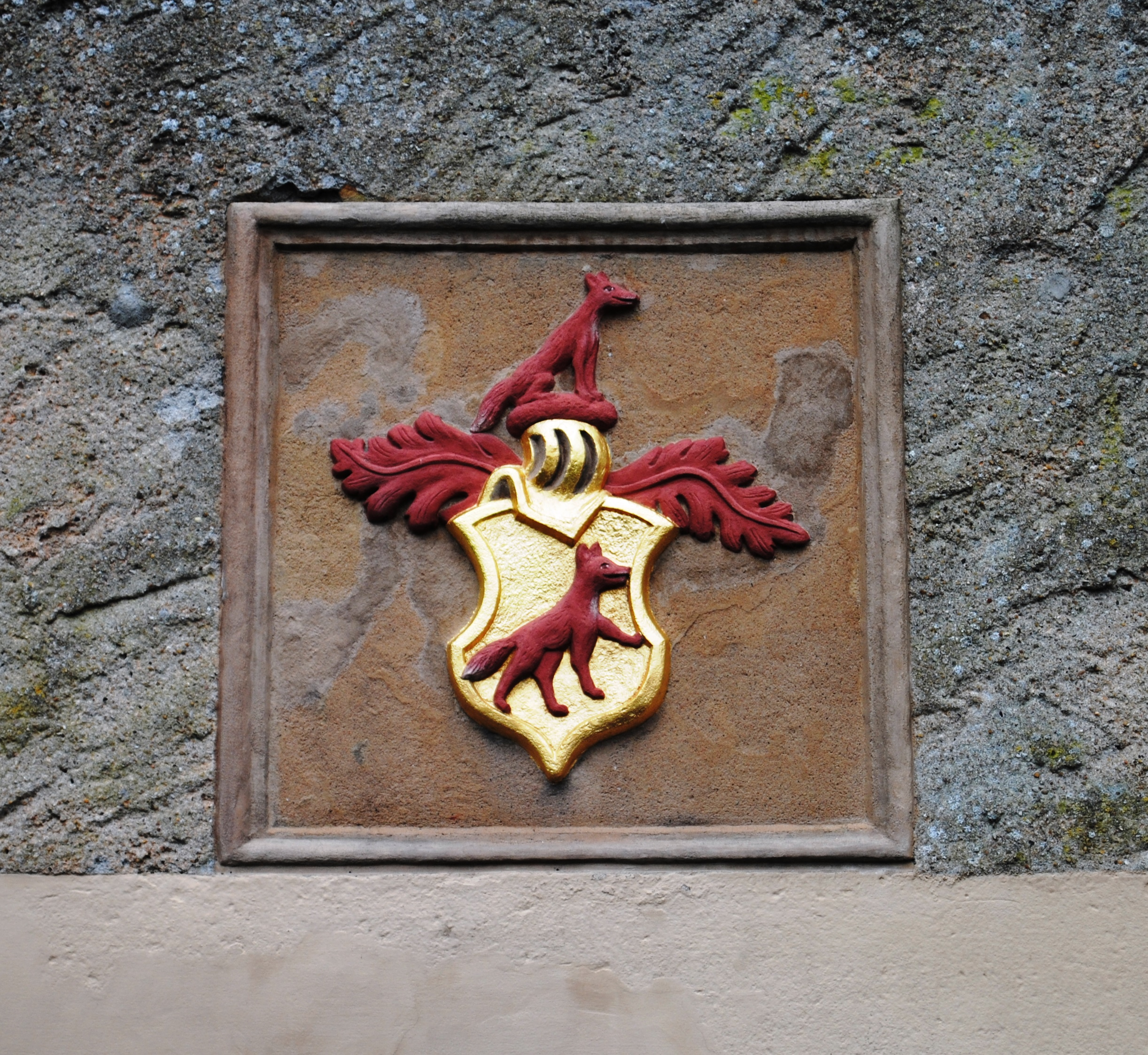
Das Wappen der Familie Fuchs am Schloss in Neuses

Das Dorf entstand erst relativ spät im 13. Jahrhundert, als das Hochstift Würzburg einige Siedlungen am Rande des Steigerwaldes neu anlegen ließ. Zunächst hatten die Herren von Stollberg das Dorf als Lehen inne, bevor es 1237 an das Hochstift Würzburg zurückkam. Im Jahr 1498 waren die Fuchs und Seinsheim im Dorf begütert. Aus dem Jahr 1587 ist ein Hans Dietrich Fuchs zu Neuses überliefert, 1634 folgten die Herren von Wolfsthal als neue Dorfherren. Sie wurden 1717 von den Grafen von Schönborn abgelöst. Am 9. Mai 1812 durchquerte Napoleon, der Kaiser der Franzosen, das Dorf auf der Reise nach Dresden. Mit ihm machte auch seine Gemahlin Marie Luise im Ort Rast in der damaligen Posthalterei, einem heutigen Gasthaus an der Hauptstraße.
Mit dem Jahr 1972 wurde der Ort ein Teil der neugebildeten Großgemeinde Prichsenstadt. Im Jahr 2011 fand in Neuses die Verleihung des Frankenwürfels statt. Vertreter aus den drei fränkischen Regierungsbezirken wurden für ihren typisch fränkischen Charakter ausgezeichnet.

## Kultur und Sehenswürdigkeiten

### Baudenkmäler
Die katholische Filialkirche des Ortes ist dem heiligen Michael geweiht. Sie stammt aus dem Jahr 1733 und erhielt einen Dachreiter auf der Westseite. Eine spätgotische Holzfigur des Jahres 1480 ist das wertvollste Stück der Ausstattung. Ein Kruzifix aus dem Jahr 1550, ein Altar von 1674 und weitere Figuren des Barock ergänzen die Inneneinrichtung.
Das Schloss Neuses am Sand war der Sitz der wechselnden Dorfherren. Die ältesten Elemente stammen aus dem 15. Jahrhundert, von der ursprünglichen Viereckanlage haben sich ein zweigeschossiger Wohntrakt, ein Rund- und ein Treppenturm erhalten. Ein Wappen der Herren von Wolfsthal ziert das Portal. Im Ort gibt es einen Bildstock des Jahres 1803.

### Fleischmühle
Die Fleischmühle (auch Fuchsmühle, Adresse Fleischmühle 1) an der Schwarzach liegt im Südwesten des Dorfes. Über die Geschichte der Mühle sind nur wenige Informationen bekannt. Sie stellte wohl bereits in der Frühneuzeit die Getreideversorgung des Dorfes sicher. Wahrscheinlich gehörte die Anlage dem jeweiligen Dorfherrn über Neuses. Hierauf deutet ein Wappen der Fuchs von Bimbach auf der Rückseite des heutigen Hauses hin. Das alte Mühlengebäude wurde im Jahr 1972 abgerissen und vom Erdgeschoss an neu errichtet. Die Grundmauern entstammen noch dem älteren Gebäude. → siehe auch: Liste der Mühlen an der Schwarzach und ihren Zuflüssen

## Bildung
Neuses am Sand liegt heute im Sprengel der Grundschule im Hauptort Prichsenstadt. Ab der 5. Klasse besuchen die Kinder die Nikolaus-Fey-Mittelschule in Wiesentheid. Weiterführende Schulen können mit der Mädchenrealschule in Volkach und mit der Realschule in Dettelbach besucht werden. Gymnasien gibt es in Münsterschwarzach (Egbert-Gymnasium), Volkach-Gaibach (Franken-Landschulheim Schloss Gaibach), Wiesentheid (Steigerwald-Landschulheim) und Kitzingen (Armin-Knab-Gymnasium).

## Persönlichkeiten
- Friedrich Funk (1900–1963), Politiker (CSU), MdB 1949 bis 1963